# Mycterus concolor
Mycterus concolor es una especie de coleóptero de la familia Mycteridae.

## Distribución geográfica
Habita en Estados Unidos.